# Панок Віталій Григорович
Віта́лій Григоро́вич Пано́к (нар. 1 лютого 1958 року, Благовєщенськ, Амурська область, РРФСР) — психолог, доктор психологічних наук (2011), професор (2014), член-кореспондент НАПНУ (2019), заслужений діяч науки і техніки України (2013), фахівець з прикладної, соціальної і вікової психології.

## Біографічні дані
Народився 1 лютого 1958 року в Благовєщенські Амурської області РРФСР.
У 1981 році закінчив Київський університет. З 1983 по 1990 — працював в НДІ педагогіки. З 1990 по 1995 — завідувач центру психологічної служби у системі народної освіти. З 1995 по 1997 — заступник начальника Управління виховної роботи Міністерства освіти України. З 1997 по 2000 — заступник директора Інституту психології АПНУ. З 2000 року — організатор та директор Українського науково-методичного центру практичної психології і соціальної роботи НАПНУ.
У жовтні 2022 року в.о. академіка-секретаря Відділення психології та спеціальної педагогіки призначено академіка НАПН України Панка Віталія Григоровича.

## Наукова робота
Вивчає соціально-психологічні наслідки аварії на ЧАЕС. Обґрунтував «метатеоретичний підхід у дослідженні життєвого шляху особистості».

### Основні праці
За ЕСУ:
- Психологічна феноменологія екологічної катастрофи (На матеріалах Чорнобильської катастрофи). — К., 1998 (співавтор);
- Основи практичної психології: підруч. — К., 1999; 2001; 2006 (співавтор);
- Психологія життєвого шляху особистості. — К., 2006 (співавтор);
- Практична психологія. Теоретико-методологічні засади розвитку. — Чц., 2010;
- Психологічна служба: навч.-метод. посіб. — Кам'янець-Подільський, 2012;
- Психологічна служба: підруч. — К., 2016 (співавтор);
- Процеси синтезу в психології (Відкриття у науковій творчості Л. С. Виготського) // Вісн. Харків. пед. ун-ту. — Сер. Психологія. — 2019. — Вип. 60[1].

## Нагороди
- Заслужений діяч науки і техніки України (2013);
- Орден «За заслуги» 3-го ступеня (2018)[1].

## Джерело
- І. І. Ткачук. Панок Віталій Григорович // Енциклопедія сучасної України / ред. кол.: І. М. Дзюба [та ін.] ; НАН України, НТШ. — К. : Інститут енциклопедичних досліджень НАН України, 2001–2024. — ISBN 966-02-2074-X.